# Alfândega da Fé
Alfândega da Fé ist eine Kleinstadt (Vila) und ein Kreis (Concelho) in Portugal mit 1937 Einwohnern (Stand 19. April 2021). Der Ort liegt im Douro-Tal, das für seine Weine bekannt ist. Seit den 1960er Jahren ist Alfândega in Portugal jedoch insbesondere für seinen Kirschanbau berühmt.

## Geschichte
Unter arabischer Herrschaft war der Ort eine Verwaltungsstadt. Im Zuge der Reconquista war Schauplatz von Kämpfen und kleinere Rittergruppen unterhielten hier Stützpunkte. König D.Dinis erteilte dem Ort 1294 erste Stadtrechte (Foral) und machte ihn zum Sitz eines Kreises. Der König erteilte ihm 1295 zudem Marktrechte und ließ die verfallene, von den Mauren errichtete Burg erneuern.
1510 erneuerte König Manuel I. die Stadtrechte. In den folgenden Epochen erlebte der Ort einen anhaltenden Niedergang, der sich in schwindender Bevölkerung zeigte. 1855 wurde der Kreis aufgelöst und Moncorvo angegliedert. Seit 1898 ist Alfândega da Fé wieder ein eigenständiger Kreis.

## Verwaltung

### Kreis
Alfândega da Fé ist Sitz eines gleichnamigen Kreises. Die Nachbarkreise sind (im Uhrzeigersinn im Norden beginnend): Macedo de Cavaleiros, Mogadouro, Torre de Moncorvo, Vila Flor sowie Mirandela.
Mit der Gebietsreform im September 2013 wurden mehrere Gemeinden zu neuen Gemeinden zusammengefasst, sodass sich die Zahl der Gemeinden von zuvor 20 auf zwölf verringerte.
Die folgenden Gemeinden (Freguesias) liegen im Kreis Alfândega da Fé:

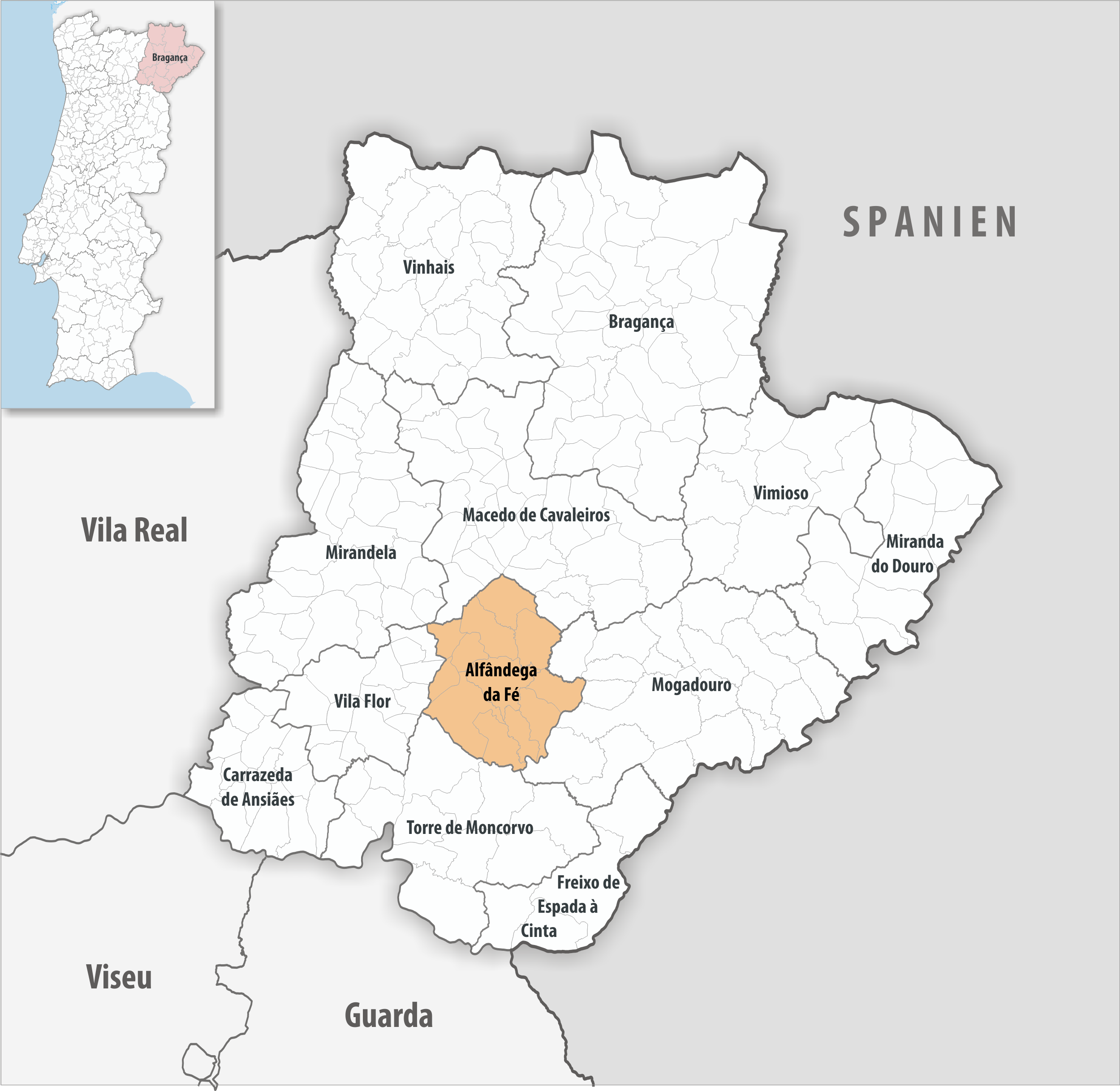
Kreis Alfândega da Fé

| Gemeinde                         | Einwohner (2021) | Fläche km² | Dichte Einw./km² | LAU- Code |
| -------------------------------- | ---------------- | ---------- | ---------------- | --------- |
| Agrobom, Saldonha e Vale Pereiro | 211              | 32,60      | 6                | 040121    |
| Alfândega da Fé                  | 1.937            | 40,62      | 48               | 040102    |
| Cerejais                         | 160              | 17,00      | 9                | 040103    |
| Eucísia, Gouveia e Valverde      | 266              | 50,82      | 5                | 040122    |
| Ferradosa e Sendim da Serra      | 169              | 27,06      | 6                | 040123    |
| Gebelim e Soeima                 | 299              | 30,60      | 10               | 040124    |
| Parada e Sendim da Ribeira       | 208              | 25,04      | 8                | 040125    |
| Sambade                          | 374              | 31,49      | 12               | 040111    |
| Pombal e Vales                   | 147              | 15,19      | 10               | 040126    |
| Vilar Chão                       | 204              | 24,55      | 8                | 040118    |
| Vilarelhos                       | 217              | 12,05      | 18               | 040119    |
| Vilares de Vilariça              | 132              | 14,92      | 9                | 040120    |
| Kreis Alfândega da Fé            | 4.324            | 321,97     | 13               | 0401      |

### Bevölkerungsentwicklung
| Einwohnerzahl im Kreis Alfândega da Fé (1801–2011) | Einwohnerzahl im Kreis Alfândega da Fé (1801–2011) | Einwohnerzahl im Kreis Alfândega da Fé (1801–2011) | Einwohnerzahl im Kreis Alfândega da Fé (1801–2011) | Einwohnerzahl im Kreis Alfândega da Fé (1801–2011) | Einwohnerzahl im Kreis Alfândega da Fé (1801–2011) | Einwohnerzahl im Kreis Alfândega da Fé (1801–2011) | Einwohnerzahl im Kreis Alfândega da Fé (1801–2011) | Einwohnerzahl im Kreis Alfândega da Fé (1801–2011) | Einwohnerzahl im Kreis Alfândega da Fé (1801–2011) |
| -------------------------------------------------- | -------------------------------------------------- | -------------------------------------------------- | -------------------------------------------------- | -------------------------------------------------- | -------------------------------------------------- | -------------------------------------------------- | -------------------------------------------------- | -------------------------------------------------- | -------------------------------------------------- |
| 1801                                               | 1849                                               | 1900                                               | 1930                                               | 1960                                               | 1981                                               | 1991                                               | 2001                                               | 2011                                               |                                                    |
| 4737                                               | 5763                                               | 9069                                               | 8789                                               | 9672                                               | 7925                                               | 6734                                               | 5963                                               | 5104                                               |                                                    |

### Städtepartnerschaften
- : Santa Cruz, Kap Verde (seit 2001)
- : Medina de Rioseco, Spanien (seit 2005)[6]